# Ballum og Husum Enge og Kamper Strandenge
Ballum og Husum Enge og Kamper Strandenge este o arie protejată (arie de protecție specială avifaunistică — SPA) din Danemarca întinsă pe o suprafață de 4.287 ha, integral pe uscat.

## Localizare
Centrul sitului Ballum og Husum Enge og Kamper Strandenge este situat la coordonatele 55°09′50″N 8°42′17″E / 55.163889°N 8.704722°E.

## Înființare
Situl Ballum og Husum Enge og Kamper Strandenge a fost declarat arie de protecție specială avifaunistică în mai 1983 pentru a proteja 16 specii de animale.

## Biodiversitate
Situată în ecoregiunea atlantică, aria protejată nu include niciun habitat protejat.
La baza desemnării sitului se află mai multe specii protejate de  păsări (16): rață pitică (Anas crecca), rață fluierătoare (Anas penelope), gâscă cu cioc scurt (Anser brachyrhynchus), ciuf de câmp (Asio flammeus), Branta bernicla bernicla, Branta leucopsis, erete de stuf (Circus aeruginosus), erete vânăt (Circus cyaneus), erete cenușiu (Circus pygargus), cristeiul de câmp (Crex crex), lebădă de iarnă (Cygnus cygnus), șoim călător (Falco peregrinus), gușă albastră (Luscinia svecica), bătăuș (Philomachus pugnax), ploier auriu (Pluvialis apricaria), ciocântors (Recurvirostra avosetta).